# Педазо
Педазо (итал. Pedaso) насеље је у Италији у округу Фермо, региону Марке.
Према процени из 2011. у насељу је живело 1818 становника. Насеље се налази на надморској висини од 6 м.

## Становништво
| 1931. | 1936. | 1951. | 1961. | 1971. | 1981. | 1991. | 2001. | 2011. |
| ----- | ----- | ----- | ----- | ----- | ----- | ----- | ----- | ----- |
| 1.145 | 1.251 | 1.428 | 1.612 | 1.774 | 1.859 | 1.934 | 1.968 | 2.771 |